# آسووالجا، بخش جاروا
آسووالجا، بخش جاروا (به لاتین: Aasuvälja, Järva County) یک روستا در استونی است که در دهستان واتسا واقع شده‌است.